# Southside (Alabama)
Southside – miasto w Stanach Zjednoczonych, w stanie Alabama, w hrabstwie Etowah. W roku 2023 miasto zamieszkiwało 9597 osób, a gęstość zaludnienia wynosiła 193,5 osoby/km².